# BAC Jet Provost
Il Hunting Percival P.84 Jet Provost, in seguito BAC Jet Provost, era un aereo da addestramento monomotore turbogetto britannico, originariamente prodotto dalla Hunting Percival Aircraft e successivamente dalla British Aircraft Corporation dal 1955 al 1993.
Rappresentò la piattaforma di addestramento di base della RAF per lungo tempo, a partire dalla seconda metà degli anni cinquanta, sostituendo in questo ruolo l'Hunting Percival Provost, ancora dotato di motori a pistoni.

## Storia

### Sviluppo
La realizzazione del progetto venne decisa all'inizio del 1953 autonomamente dalla Hunting Percival Aircraft Ltd., in base alla previsione che ben presto anche la RAF avrebbe condiviso la necessità di un mezzo di addestramento con motore a getto. Il nuovo modello adottava, come il suo predecessore, una cabina di pilotaggio con configurazione a posti affiancati inserita in una fusoliera completamente nuova ed equipaggiato con un turboreattore Armstrong Siddeley Viper ASV.5.
Già nel marzo dello stesso anno la Hunting Percival ricevette un ordine per la realizzazione di nove esemplari con cui effettuare il ciclo valutativo. Questi aerei vennero denominati T1 ed il primo di loro volò per la prima volta il 26 giugno 1954.
Mentre la RAF era intenta a valutare i primi dieci esemplari prodotti, l'azienda britannica completò lo sviluppo della versione Mk II equipaggiata con turboreattore Viper ASV.8 Mk 102 da 7,78 kN, caratterizzata da un carrello d'atterraggio dalle gambe di forza più corte ed un affinamento più aerodinamico della cellula.
Le prove della macchina si conclusero positivamente nel 1957, quando venne ordinato un primo lotto, equipaggiato con motore più potente, da assegnare al Training Command.
Questa seconda generazione si rivelò un successo, e determinò lo sviluppo del primo esemplare della versione operativa, il T3, dotato di seggiolini eiettabili, nuovo tettuccio che permetteva maggiore visibilità e serbatoi alle estremità alari, oltre che un deciso aggiornamento alla componente elettronica. Portato in volo nel giugno del 1958 venne giudicato oramai maturo per la produzione in serie. Questa venne avviata nei mesi successivi che portò la commessa a 201 esemplari complessivi, compresi i modelli migliorati tipo Mk III, e l'anno successivo divenne operativo a tutti gli effetti.
Nel 1961 seguì la versione T4 con un nuovo motore e nel 1967 la T5, pressurizzata.
La variante T51 era destinata all'esportazione ed, equipaggiata con due mitragliatrici da 7,7 mm, venne acquistata dalle forze armate di Sri Lanka, Kuwait e Sudan.
La T52 era un'altra variante da esportazione, senza variazioni significative rispetto alla precedente, ed ebbe come acquirenti l'Iraq, lo Yemen del Sud, il Sudan ed il Venezuela.
L'ultima versione esportata, la T55, venne venduta al Sudan.

## Descrizione tecnica
L'aereo si presenta come un monoplano ad ala bassa, con carrello triciclo anteriore. Spinto da un turbogetto Armstrong Siddeley Viper alloggiato nella fusoliera con doppia presa d'aria laterale.
La cabina di pilotaggio ospita due persone d'equipaggio disposte affiancate.
L'ala è dritta ed a ciascuna delle estremità trovano disposizione serbatoi di carburante.
Originariamente non è previsto nessun tipo di armamento.

## Impiego operativo

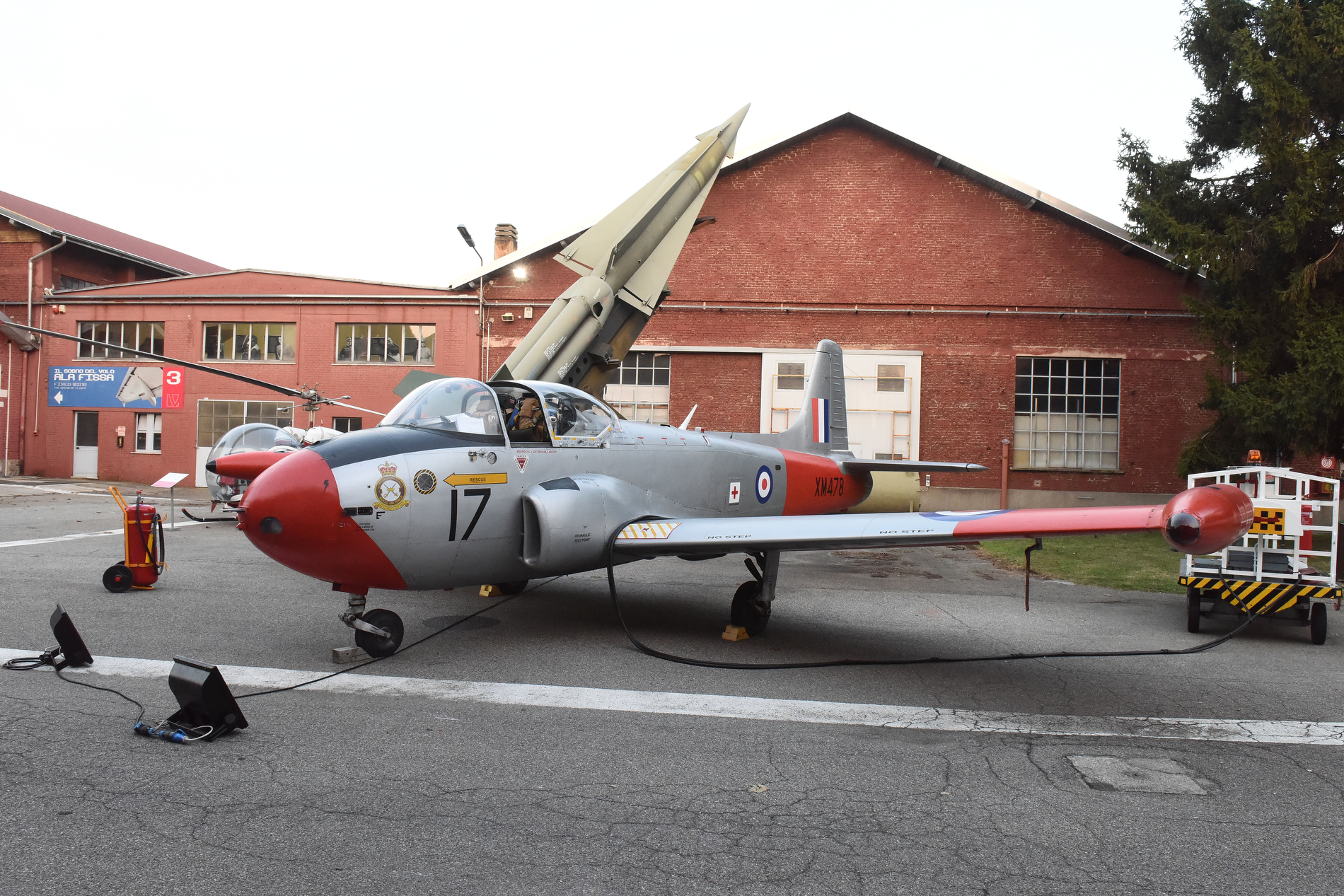
Hunting Jet Provost esposto a Volandia.

Il Jet Provost si rivelò un efficace aereo da addestramento.
Dotato di motori Vipers di potenza crescente, trovò impiego in diversi ruoli oltre a quello di addestratore basico: la velocità di oltre 700 km/h, l'eccellente manovrabilità, l'affidabilità meccanica dimostrata ed i bassi costi operativi, fecero in modo che il velivolo venisse utilizzato anche come aereo acrobatico, addestramento avanzato ed addestramento al bombardamento tattico.
Oltre all'impiego nella RAF, il Jet Provost venne esportato ed utilizzato con successo dalle forze aeree di svariati paesi.
L'aereo venne radiato dalla RAF nei primi anni novanta (rimpiazzato dallo Short Tucano). Molti Jet Provost sono attualmente proprietà di privati e volano ancora con regolarità. Il Parco e Museo di Volandia ne espone un esemplare, che viene messo in funzione ogni domenica.

## Versioni
| Modello              | Quantità | Azienda di produzione | Note |
| -------------------- | -------- | --------------------- | --- |
| Jet Provost T1       | 12       | Hunting Percival      | modello di preproduzione destinato alla RAF.                                                                                |
| Jet Provost T2       | 4        | Hunting Percival      | sviluppo dei T1. |
| Jet Provost T3       | 201      | Hunting Aircraft      | modello di produzione in serie destinato alla RAF.                                                                          |
| Jet Provost T3A      | (70)     | Hunting               | T3 modificato con una nuova avionica destinato alla RAF.                                                                    |
| Jet Provost T4       | 198      | BAC                   | versione dotata di un motore più potente destinato alla RAF.                                                                |
| Jet Provost T5       | 110      | BAC                   | versione pressurizzata destinata alla RAF.                                                                                  |
| Jet Provost T5A      | (94)     | BAC                   | sviluppo del T5 con avionica migliorata.                                                                                    |
| Jet Provost T5B      |          | BAC                   | denominazione non ufficiale, sostanzialmente un T5 leggermente modificato usato per l'addestramento alla navigazione aerea. |
| Jet Provost T51      | 22       | Hunting aircraft      | versione da esportazione del T3 (12 esemplari prodotti per il Ceylon, 4 per il Sudan, 6 per il Kuwait).                     |
| Jet Provost T52      | 43       | BAC                   | versione da esportazione del T4 (20 esemplari prodotti per l'Iraq, 15 per il Venezuela, 8 per il Sudan).                    |
| Jet Provost T55      | 5        | BAC                   | versione da esportazione del T5, prodotto per l'Oman.                                                                       |
| BAC 167 Strikemaster | 146      | BAC                   | T5 versione da attacco al suolo.                                                                                            |

## Utilizzatori
Ceylon
- Royal Ceylon Air Force

12 esemplari versione T51.
 Iraq

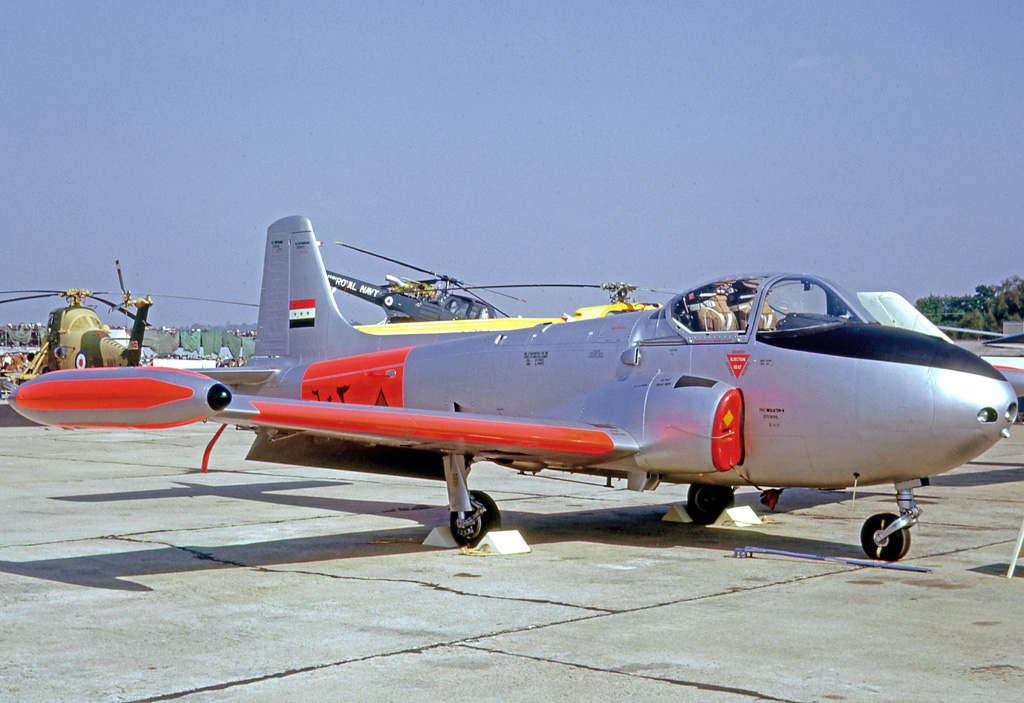
Hunting Jet Provost, Al-Quwwat al-Jawwiyya al-'Iraqiyya

- Al-Quwwat al-Jawwiyya al-'Iraqiyya

20 esemplari versione T52.
 Kuwait
- Al-Quwwat al-Jawwiyya al-Kuwaytiyya

6 esemplari versione T51.
 Oman
- Al Quwwat al-Jawwiya al-Sultanya al-Omanya

5 esemplari versione T55.
 Regno Unito
- Royal Air Force

 Sudan
- Al-Quwwat al-Jawwiyya al-Sudaniyya

4 esemplari versione T51 e 8 versione T52.
 Venezuela
- Fuerza Aérea Venezolana

15 esemplari versione T52.
 Yemen del Sud
- Al-Quwwat al-Jawwiya al-Yameniyya